# Aleksandar Simic
Aleksandar Simic (* 24. Jänner 1993 in Lienz) ist ein österreichischer Fußballspieler.

## Karriere
Simic begann seine Karriere bei Rapid Lienz. 2002 wechselte er zum FC Nußdorf/Debant. 2007 ging er in die AKA Salzburg. 2010 spielte er erstmals für die Regionalligamannschaft. 2011 wechselte er zur USK Anif. 2012 wechselte er zum Profiverein SV Grödig. Im Jänner 2013 wurde er an den SV Austria Salzburg ausgeliehen und wechselte im Sommer fest nach Salzburg. Mit der Austria konnte er 2015 den Aufstieg in den Profifußball feiern. Sein Profidebüt gab er am 5. Spieltag 2015/16 gegen den Floridsdorfer AC. Nachdem er mit Salzburg in die Regionalliga abgestiegen war, verließ er den Verein im Sommer 2016.
Nach eineinhalb Jahren ohne Verein schloss sich Simic im Jänner 2018 dem fünftklassigen FC Nußdorf/Debant an, bei dem er bereits in seiner Jugend gespielt hatte.